# 2006年國共經貿論壇
2006年國共經貿論壇（第一屆國共經貿論壇），4月14日至15日在北京举行，由中共中央台办海研中心与中国国民党国政研究基金会主办，海峡经济科技合作中心与两岸和平发展基金会共同承办。是中國國民黨與中國共產黨繼2005年中國國民黨和平之旅後，再一次的雙方高層會晤。两党人士和两岸企业界人士、专家学者、台商代表等共400余人出席了会议。
2006年4月13日，連戰以中國國民黨榮譽主席的身份前往參與國共經貿論壇，也是卸下中國國民黨主席的身份後第一次啟程出訪中國大陸。同行團員除了台灣的政治人物以外，並有許多台灣工商界的重要人物，如辜濂松、嚴凱泰等人隨行。長榮前董事長張榮發之子張國政，富邦金控董事長蔡明忠，中小企業協會理事長戴勝通等人均隨行。據統計，這次國民黨代表團的團員達到兩百人以上，而這次隨行的企業家所代表台灣企業的總市值達到全台灣產值的48%。

## 前期波折
2005年两党领袖会谈达成五项共同愿景，举办两岸经贸论坛是其中一项重要内容，新闻公报中有关于“建立党对党定期沟通平台”的共识。两岸经贸论坛原拟于2005年12月下旬在台北举行。计划邀请中台办主任陈云林赴台参加论坛。但陈云林及有关人员入台两次未获得批准。
根据大陆媒体的报道，其中具体过程为：先是陈水扁断然拒绝，后又以立法院长王金平参加APEC非正式领导人会议作为交换条件，再后来又提出大陆方面应允许陆委会主委吴钊燮到大陆访问，再后来还提出应通过两会协商。海基会为此两次致函海协，要求大陆方面派人协商或台湾方面派人来大陆沟通陈云林赴台一案。但此要求最后未被大陆方面所接受。
于是，陆委会于2005年11月18日宣布，对陈云林等61人来台案“不予许可”。国民党方面随后向陸委會提出诉愿，希望能改变当时的决定。12月19日，内政部开会讨论陈云林一行赴台一案，最终维持不予许可的决定。
2006年3月15日，中国国民党建议将两岸经贸论坛移至大陆举办。3月22日，陈云林与国民党智库代表团商定，4月14日至15日，在北京举办两岸经贸论坛。论坛主题为：两岸经贸交流与直接通航。

## 國共經貿論壇
4月14日，國共經貿論壇開幕，中共中央政治局常委、全國政協主席賈慶林在北京人民大會堂會見出席兩岸經貿論壇的台灣工商企業界代表郭台銘、辜濂松等人。
在开幕式结束后，论坛进行一个小时的专题报告，由国务院台湾事务办公室副主任李炳才主持，大陆经济学家吴敬琏与台湾经济学家孙震进行专题报告。14日下午的研讨有两大议题：一，全球化浪潮下，两岸经贸交流对双方经济发展的影响；二，两岸农业交流与合作。15日的议题研讨从早上8时开始，共有三大议题：一，两岸直航对产业发展策略、企业全球布局的影响；二，两岸观光交流对双方经济发展的影响；三，两岸金融交流与两岸经贸发展。
15日下午3时许，两岸经贸论坛闭幕式在北京饭店举行，对论坛进行总结，贾庆林和连战出席。闭幕式由中国国民党国政研究基金会的资深顾问徐立德和中台办副主任李炳才共同主持，中国国民党国政研究基金会副董事长林丰正及中台办主任陈云林分别讲话。最后由中央臺辦副主任李炳才宣讀的《共同建議》中，宣布了十個兩岸開放或合作的領域。
《共同建議》全文如下：
1. 兩岸經濟交流與合作，符合兩岸同胞的共同利益和期望。
2. 積極推動兩岸直接通航。共同推動兩岸民間航空行業組織儘快按既有模式，就兩岸貨運包機便捷化和客運包機節日化、周末化、常態化進行協商。
3. 促進兩岸農業交流與合作。呼籲台灣方面同意農產品採直航方式經高雄等港口銷往大陸，以爭取時效，減少損耗。
4. 加強兩岸金融交流，促進兩岸經貿發展。鼓勵和推動兩岸金融行業組織就監管機制的建立開展研討。大陸將創造條件，為中小台資企業的融資需求提供方便。呼籲台灣儘快同意大陸金融機構在台灣設立代表處。
5. 積極創造條件，鼓勵和支持台灣其他服務業進入大陸市場。加強兩岸在通訊、資訊領域的交流與合作，推動信息產業標準的制定。大陸進一步鼓勵和支持海峽西岸及其他台商投資相對集中地區與台灣的經濟交流與合作。
6. 積極推動實現大陸居民赴台旅遊，促進兩岸人員的往來和經濟關係發展。呼籲台灣參照春節包機澳門協商模式，同意台灣民間旅遊行業組織與大陸「海峽兩岸旅遊交流協會」協商，建立健康有序的兩岸旅遊交流合作機制。
7. 探討構建穩定的兩岸經濟合作機制。推動兩岸學者專家、工商界就更緊密的兩岸經貿合作關係、兩岸共同市場進行探討。

同時大陸方面在會後公布了數項開放措施，包括開放11種臺灣主要蔬菜品種零關稅輸入，承認臺灣高等院校學歷，允許臺灣醫生在大陸執業，臺灣投資者在與中国合資醫院中的股權最高可佔70%，制定中国居民赴臺灣旅遊管理辦法等。不過在台灣方面事前關心的金融機構赴中国開設分行等議題，則未有結論。

## 胡连會
4月16日，連戰與中共中央總書記胡錦濤在人民大會堂進行第二次的「連胡會」，胡錦濤並會見所有參與國共經貿論壇的台灣代表。連胡兩人在上午9點55分握手相會，隨即與陪同連戰訪問的四位國民黨副主席和新黨黨主席郁慕明握手後，雙方隨即進入第二會場，和陪同進入人民大會堂的台灣政商代表握手致意（胡與各政商代表握手時間每一位約3秒，獨與長榮前董事長張榮發之子張國政握手長達8秒），並進行全體人員的大合照。緊接著展開會談至10點50分。中共中央政治局委員、國務院副總理吳儀在場作陪。連戰會中提出希望國共論壇能再接再厲面對更嚴肅的挑戰，如兩岸和平安全機制，及國際參與等問題，希望能通過共同市場理念，排除貿易阻礙，鼓勵生產要素自由流通。而胡錦濤則對兩岸關係提出四點建議：
1. 堅持「九二共識」，是實現兩岸和平發展的重要基礎。
2. 為兩岸同胞謀福祉，是實現兩岸關係和平發展的根本歸宿。
3. 深化互利雙贏的交流合作，是實現兩岸關係和平發展的有效途徑。
4. 開展平等協商，是實現兩岸關係和平發展的必由之路。

胡錦濤也重申，所有對台灣的承諾，都會認真履行；中共方面將推動早日實現兩岸三通，並在「九二共識」與「一個中國」的基礎上，開展兩岸平等協商，為兩岸和平發展開創新局面。這些承諾不會局勢的一時波動，而有任何改變；也不會因為少數人的干擾和破壞，而有任何改變。不過對於陳水扁在連戰行前公開提出，只要中共當局願意承認一中各表，他也願意接受的說法，在這次連胡會中並未多所著墨。連戰並未提及相關議題，胡錦濤雖多次重申九二共識，但也未提及「一中各表」。

## 各方反應

### 台湾方面
中華民國政府
4月14日，在連戰前往中国時，陳水扁總統即藉着接見外賓的場合表示，當中國一日不放棄一黨獨裁、專政、極權統治，一日不放棄武力犯台的企圖，一日不實施真正的民主、自由、人權的生活制度，他相信，這些再怎麼樣的國共論壇，其實都是假象，不管是「國共論壇」也好，或是「連胡再會」也好，其實都是中國政權「包藏禍心的遮羞布」而已。
4月16日，陸委會發表聲明，「胡錦濤已清楚說明，一個中國原則並無『一中各表』的意義，中國當局仍堅持『九二共識』、一中原則的『鳥籠框架』，台灣人進入這個鳥籠，一旦中共將鳥籠收緊，台灣人將無路可逃。」「中共始終刻意漠視中華民國存在的事實，限縮臺灣人民對未來前途的自由選項，這才是兩岸關係互動障礙的基本根源。」民進黨黨主席游錫堃也表示，連戰並未要求胡錦濤針對「一中各表」表達意見，胡錦濤也採迴避態度，「可見一中各表只是謊言，希望以後國民黨不要再提。」對於會後大陸宣布的開放措施，國安會秘書長邱義仁認為，凡是涉及需要政府協商者，就算胡錦濤找連戰會上一百次也是一樣，「沒有找台灣民選政府坐下來談，就是辦不成。」
台灣輿論
4月16日，在連胡會的同時，執政的民進黨立法院黨團幹事長陳景峻即表示，「兩岸可對談，但要在堅持台灣主權獨立的對等情況下，顧及主權、民主與尊嚴。」「連胡會看起來好像釋放很多善意，其實都是包裹著糖衣的毒藥，極盡籠絡與統戰手段，不代表台灣2300萬人民的意見，台灣人民也不會接受。」台聯黨也批評對岸放出十五項不能稱為利多的「利多」，卻把台灣的資金與技術鎖在大陸，明顯是「中國請君入甕，連戰納表稱臣。」
不過作為反對黨的國民黨主席馬英九則批評政府的應對方式，認為國共論壇中共釋出十五項對台利多，政府應該冷靜、沈著因應，「不要破口大罵」，不然將造成不良的印象。媒體人陳文茜則在其主持的節目中表示，這次隨行的企業家所代表台灣企業的總市值達到全台灣產值的48%，顯示兩岸經貿趨勢無法阻擋，如果政府進一步緊縮對大陸經貿政策，將導致台商到香港股票上市，「台商」也將化為「港商」，造成台灣產業的空洞化。
4月17日，民進黨內開始出現不同的聲音。民進黨立法委員林濁水表示，這次大陸開放的各種項目，包括蔬果零關稅、醫師可以赴大陸開業等措施，都是針對傳統的民進黨支持群眾——農民與醫師——而來。政府如果還是採取拒絕的態度，恐將失去支持者的民心。台灣新聞媒體也認為，對岸以經貿防止台獨的用意明顯，手段也是「軟的更軟，硬的更硬」，與從前僵化的兩岸政策已有不同。如果台灣政府仍舊以政治掛帥，縱然能滿足一時的國內政治需求（包括選票等），也將無法克服台灣的談判籌碼逐漸流失的現實問題。

### 中國大陸方面
中华人民共和国政府
中共中央政治局常委、全国政协主席贾庆林14日在两岸经贸论坛发表演讲时说：事实表明，台湾当局领导人企图通过“宪改”谋求台湾“台湾法理独立”的冒险性、危险性在上升。一旦其“台独”分裂图谋得逞，势必导致台湾社会陷于混乱，引发两岸关系高度紧张，严重威胁台海地区乃至亚太地区的和平稳定。对于这种危险性，我们必须有充分的估计。
国共两党搭建的交流沟通平台所形成的共同建议，可以作为两岸对话和谈判一旦恢复之后的重要参考，以利于推动两岸对话和谈判与解决问题的进程。他表示，两党搭建的交流沟通平台，空间是广阔的，议题是开放的，欢迎两岸各界人士参加。既可以通过举办两岸经贸文化论坛，讨论加强两岸经济合作的议题、加强文化交流的议题；也可以通过举办两岸和平发展论坛，讨论台湾人民关心的其它议题。
台商
台湾鸿海集团董事长郭台铭认为：两岸应该多花一点时间在拼经济上。“台湾就是太多政治，太少经济”，论坛跨出务实的第一步很重要，为了人民福祉，应该继续朝着正确的方向前进。
中信集团总裁辜濂松表示，两岸经济上合作是绝对需要的，这是两岸大家的共识，他展望这次论坛能有好的结果。他说，“三通”对两岸是绝对好的影响，就如连战在演讲中所说，本来台北和北京之间4个小时就可以到，因为没有“三通”，却不得不绕道花费八九个小时，他认为，不能“三通”的主要原因还是台湾政府政治上的考量。
台湾威京总部集团主席沈庆京表示，他一直以来都认为民众的利益高于一切。逆潮流而动者，终究不得民心。大陸方面15项政策措施绝对是利好消息，台湾股市又会涨停。随着两岸经贸论坛成果的不断推进，他相信大陸方面还会释出更多有利于台湾同胞的优惠措施。
台湾锡山集团执行总裁王屏生认为：台湾政府正像连战在开幕式上所说，不推不动，推一推，动一动，整天空喊拼经济，实际是在拖后腿，别说台湾工商界不愿再等了，就是台湾民众也已经等得心烦意乱了，“一万年太久，只争朝夕”，他希望能够通过这次论坛，进一步加大推动台湾政府拼经济的力度，让台湾民众尽早受益。
台湾远雄集团董事长赵藤雄表示：两岸最重要的就是经贸交流，这是大家都关心的议题，两岸关系能和缓，对两岸经济、企业交流、实际业务发展都是正面的。他说，大陸是“世界工厂”，可能进一步会变成世界市场，全球五百大企业大都已经进入大陸，在全球化趋势下，台湾不能自外于大陸这个市场。
舆论
对外经贸大学台港澳研究中心主任华晓红认为：不“三通”不直航的影响无需再作解释，一些台湾学者甚至用经济学的方法分析它的利弊，但是，就是用所有经济学模型分析出来的结果，无论在任何假设条件下，都说明了直航和“三通”对于台湾经济利益都是正面的关系，只是相关的幅度不同。无论如何，最后得出的结论都是利大于弊。“三通”问题拖到今日，已无研究必要，更无研究价值。实际上就是如何做的问题。有一个非常简单但至今没有人提过的问题，那就是台湾政府很关注它自己作为WTO成员的地位，但是，在你看到权利的同时，你是不是也想到了你的义务，而这个义务是根本不用谈的，这是全球都在遵守的原则。
中國著名台湾问题专家，福建省社科院现代台湾研究所所长吴能远先生认为：胡锦涛所强调的和平与发展理应成为现阶段两岸关系发展的主题，展现了大陸对台政策的务实性和前瞻性。从目前世界局势，世界经济发展的格局和潮流一直到现阶段两岸关系中间所面临的一些主要问题，根据综合的分析，把现阶段发展两岸关系的重点放在建立一个稳定、和平的两岸关系上，这符合大多数台湾人民的迫切愿望，也符合两岸关系发展的现状，是一个非常务实的定位。
而对于民进党的态度，吴所长也指出，最近这样一些事态的发展对于民进党来说既是压力也是机会。从压力的角度说，民进党会面临着台湾主流民意、台湾工商企业界的非常强烈的压力，面临着台湾经济发展本身需要发展两岸经贸关系、需要两岸尽快地实现真正意义上的直接“三通”的压力，在这样的压力下民进党如果能够顺应民意，能够借势的承认“九二共识”，那么两岸关系马上就可以展开非常乐观的一个发展前景，这样民进党就有可能在台湾人民中间、在两岸关系中间、在国际社会中间都会获得很好的一个影响。反过来民进党如果因为两岸关系这样的发展是在野党促成的，不是他自己促成的，而采取一种逆势操作和抵制的态度甚至是倒行逆施的做法，那么民进党将会跟台湾的主流民意更加的对立，这对民进党未来的发展会构成很大的危机。

### 香港
- 香港《大公报》的评论文章指出：目前两岸年贸易规模达到900多亿美元，占了台湾对外贸易总额的四分之一以上。台湾从大陸一年获得500多亿美元的顺差，可以说大陸是支撑台湾经济发展的最重要力量。大陸市场是台湾经济的重要命脉，两岸经贸发展已成为台湾经济发展不可或缺的最重要支持力量，若没有大陸市场与两岸经贸的发展，台湾经济可能就会很快垮掉。
  - 文章指出，陈水扁当局“积极管理”的“锁岛政策”正面临越来越大的挑战，已很难阻挡两岸经贸发展的大潮。台行政院长苏贞昌日前突然命令陆委会和经济部必须在6个月内将“两岸客货运包机、大陸第一类人民来台观光、台湾农产品输往大陸”等三项重大决策定案。其态度出乎意料的“大拐弯”，或许正是出于两岸经贸论坛的巨大影响力。
- 香港《成报》的文章指出：胡连再次握手，象征国共两党的合作再向前迈进。今次两岸经贸论坛的成果，既有利推动两岸经贸关系的发展，亦对两國人民带来实际好处。台海缓和不但合乎国共两党和两岸人民的根本利益，亦对区域合作和全球局势产生正面影响，相信可望为胡锦涛即将访美行程打好基础，为胡锦涛与布什的峰会营造良好气氛。
- 香港《明报》的社评文章说：时隔一年，胡连再在北京握手，国共两党举办的“两岸经贸论坛”更达成15项推动两岸交流与共同发展的共识。大陸当局和台湾在野泛蓝势力最近一年的连串沟通与交流，比较符合台湾的主流民意；近月岛内的一些重要发展，应有助压抑“台独”势力的进一步扩张，以及有利于创造两岸和解的条件。文章指出民进党当局若能接受这些共识，加以落实，必然为两岸人民、国际社会所乐见。民进党政府若是继续固执于一党之私，置两岸人民的最大利益于不顾，台湾人民亦应明智选择。
  - 文章在最后指出，台海问题是两岸中国人的事，需要两岸中国人有足够的智慧和耐心，去寻求和平解决之道。只要海峡两岸朝野都能以台胞福祉为先，纵使眼前的努力未见实时效果，但当条件成熟，水到渠自成，假以时日，两岸中国人必定能够找到和平解决台湾问题的可行之道。